# Skorpbildning

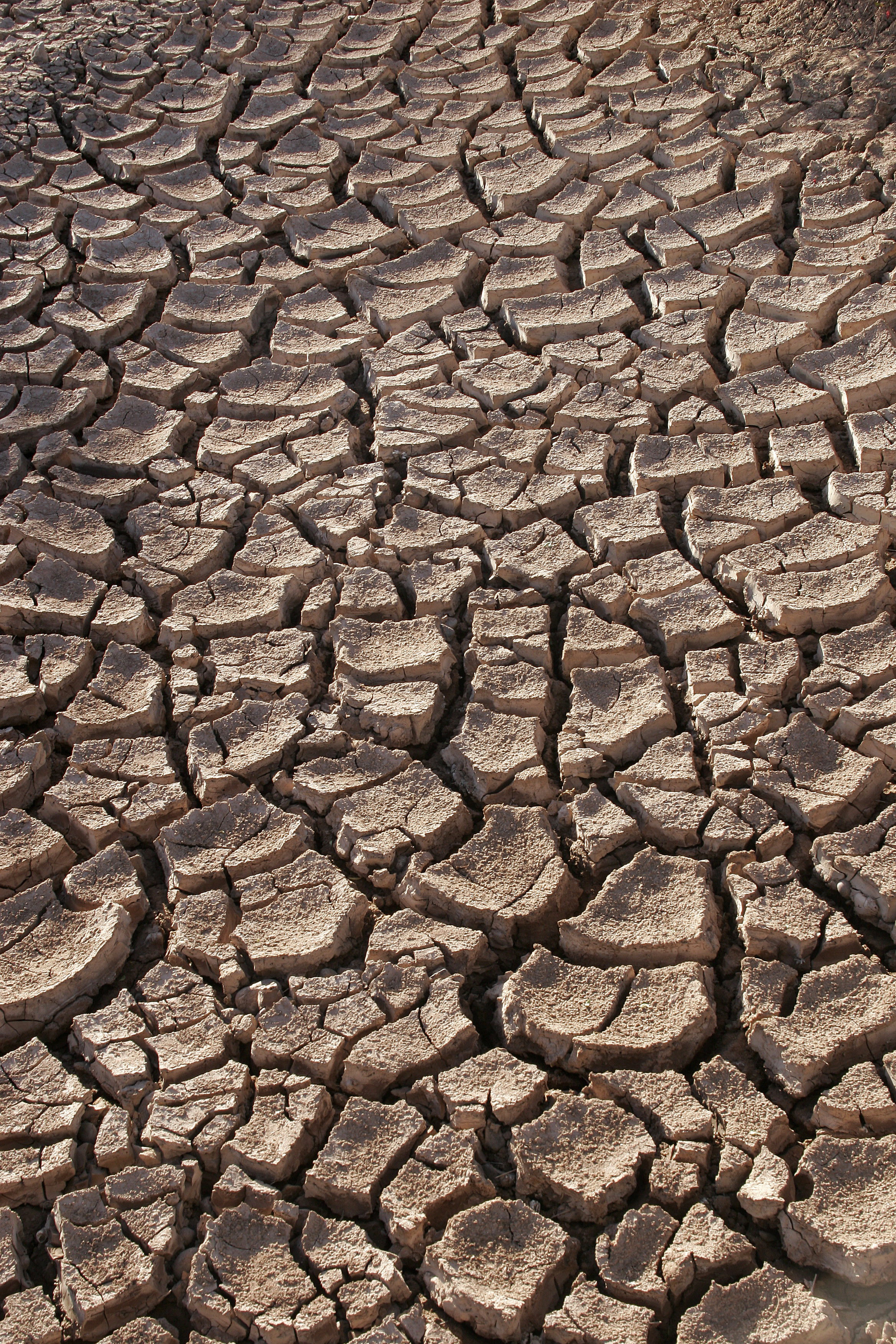
Skorpbildning

Skorpbildning förekommer på främst lättleror och siltjordar. Skorpan blir hård och svårgenomtränglig för grödan. Dessutom förhindras utbytet mellan markluft och atmosfären, vilket leder till syrgasbrist.
Då siltjordar har både en hög kapillaritet och en någorlunda vattengenomsläpplighet, kan en skorpbildning leda till stora förluster av markvatten via evaporation.
För lantbrukaren är det av yttersta vikt att snarast bryta skorpan med till exempel en sladdplanka på pinnharven, för att minimera dess skadliga effekter.

## Förebyggande åtgärder
Flera fältförsök visar tydligt att en hög mullhalt i det översta matjordsskiktet effektivt motverkar skorpbildningen och höjer skörden. I praktiken är vallodling och plöjningsfri odling de praktiskt genomförbara metoderna för att kunna öka mullhalten i det översta matjordslagret.